# 미인 대회

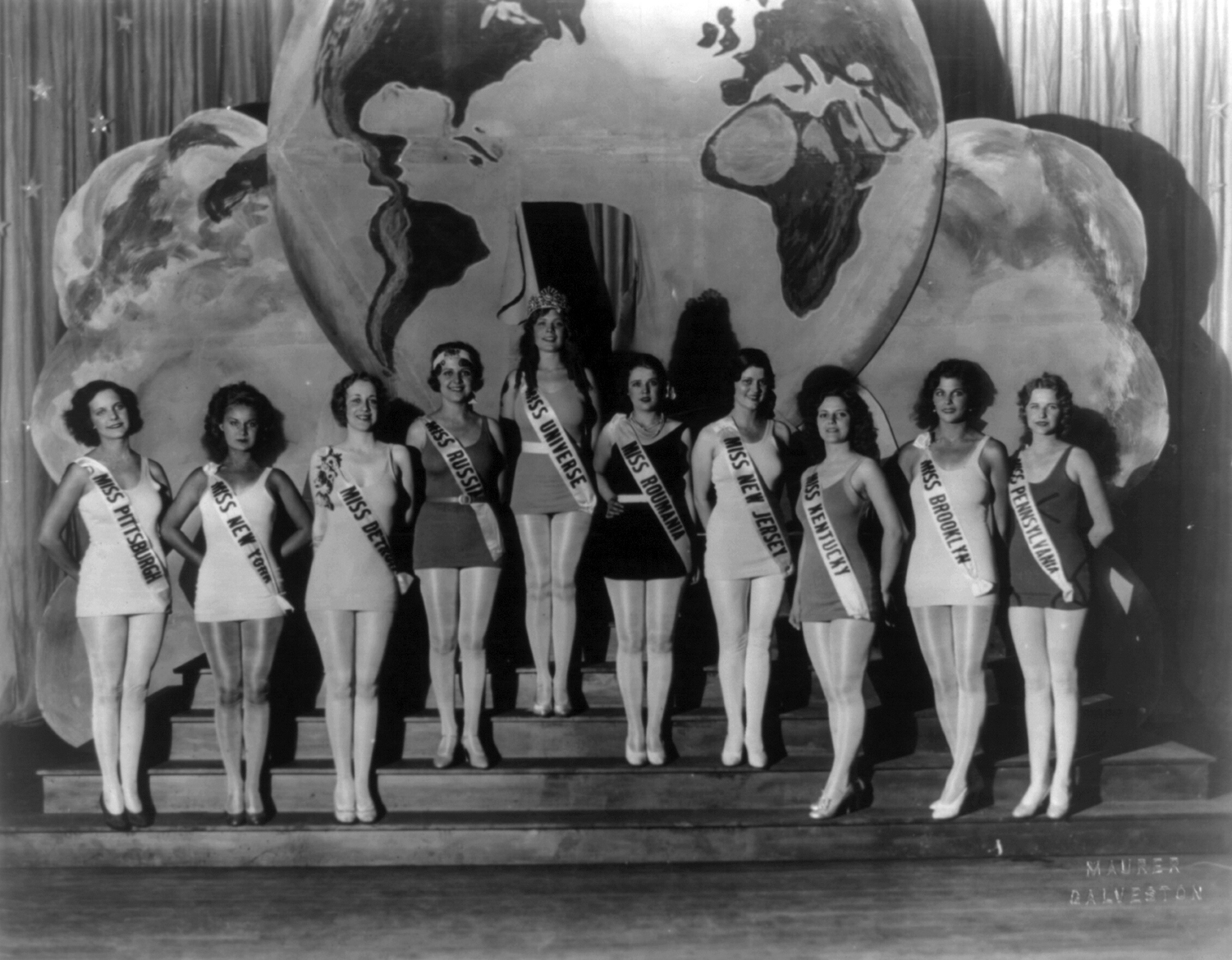
1930년 미인 대회

미인 대회(美人大會) 또는 미인 선발 대회(美人選拔大會)는 참가자 중에서 최고의 미인을 선발하는 대회이다. 일반적으로 각 나라별 대회 우승자는 미스 유니버스, 미스 월드, 미스 인터내셔널,  슈퍼탤런트 오브 더 월드 등의 국제 미인 선발대회에 참가한다. 각 행정구역별 주소지에 따라 출전하는 미인들을 선발하여 일정한 기준에 따라 미(美)와 지식이 풍부한 미인을 최우수로 선발한다. 해외거주자를 위해 해외거주인에 따라서 해외에 일정한 참가구역을 두어 그 참가구역에 주소지를 둔 자국국적의 참가희망자의 참가를 할 수 있게 하기도 한다. 이 대회에서 입상한 참가자들은 상금 또는 장학금과 소정의 서비스를 제공받으며, 각 플랫폼에 따라 HIV/AIDS나 유방암 혹은 난소암, 환경보호, 기아대책 마련, 모금활동 세계 인권 생명 활동 세계인권조례 등의 봉사활동에 참여한다.

## 역사
과거의 미인 선발대회는 여성을 선천적으로 아름다운 성이라 보는 전통적인 시각의 일환이었다. 먼 과거에도 5월제 등 여러 지역 축제의 여왕을 선발하는 대회가 존재했다. 이와 달리 현대의 미국에서는 미모를 상업적으로 이용하는 시도가 이루어졌다. 유명한 흥행사업가 피니어스 바넘은 1850년대에 미인 선발대회를 개최하려고 시도했으나, 여성을 전시한다는 개념에 반대하는 시민들의 의견과 충돌을 빚었다. 마침내 이런 충돌을 피할 수 있었던 것은, 1880년대 후반부터 기술의 발달로 사진을 복제하여 신문이나 잡지에 실을 수 있게 된 덕분이었다.
제대로 형태를 갖춘 최초의 미인 선발대회인 ‘콩쿠르 드 보테’는 1888년 9월 19일날 벨기에 리에주주에 위치한 스파(spa)라는 도시에서 열렸다. 서커스 흥행사업가 애덤 포어포프가 대회를 개최하였는데, 1만 달러의 상금과 포어포프의 공연 출연 자격이 주어졌다고 한다. 11,000명의 여성이 사진을 재출했고 최종 우승자는 배우 루이즈 몽타뉴가 차지했다.

## 논란
대한민국의 여성주의자들은 미인대회가 여성의 성 상품화를 조장하며, 구 시대적 발상이고, 젊은 여성들의 본보기가 될 수 없다고 주장한다. 한편, 미인대회에 종사 하고 있는 조직회나 참가자, 감독 들은 미인대회에 아무런 문제가 없으며, 장학금이나 봉사활동 등의 프로그램의 일부분 일 뿐이라 주장한다. 그리고, 한 지역이나 국가에 편중된 정치적 차별도 존재하기 때문에, 공정하지 못 하다는 평이 많다.

## 같이 보기
- 미스 코리아
- 미스 그랜드 코리아
- 전국춘향선발대회
- 슈퍼탤런트 오브 더 월드
- 미스 USA
- 미스 유니버스
- 미스 그랜드 인터내셔널
- 미스 인터내셔널
- 미스 어스
- 미스 월드
- 미스 월드 코리아
- 미스터 월드
- 미시즈코리아